# Ioan Ioanoviciu
Ioan Ioanoviciu (n. 17 iunie 1884, Boiu – d. 17 ianuarie 1951, Sighișoara) a fost un deputat în Marea Adunare Națională de la Alba Iulia, organismul legislativ reprezentativ al „tuturor românilor din Transilvania, Banat și Țara Ungurească”, cel care a adoptat hotărârea privind Unirea Transilvaniei cu România, la 1 decembrie 1918.

## Biografie
A fost avocat in Sighișoara. A studiat la Facultatea de Drept și Științe Politice Budapesta  și la Academia Regală de Comerț Cluj. A fost mobilizat in armata austro-ungară in Primul Război Mondial. A fost membru al Consiliului Național din comitatul Târnava Mare.

## Activitate politică
După 1918 a fost jurist consult al județului Târnava Mare și membru al Partidul Poporului, făcând parte din conducerea județeană. Între 1939-1940 a fost primar al orașului Sighișoara.